# Schwallungen
Schwallungen est une municipalité allemande du land de Thuringe, dans l'arrondissement de Schmalkalden-Meiningen, au centre de l'Allemagne.
Au 31 décembre 2019, sa population était de 2 269 habitants.

## Personnalités liées à la ville
- Heinrich Cotta (1763-1844), agronome né à Zillbach.
- Carl Bernhard von Cotta (1808-1879), géologue né à Zillbach.